# Satoshi Taira
Satoshi Taira (平 聡 Taira Satoshi?,  nacido el  de 19 en Iwate) es un exfutbolista japonés. Jugaba de delantero y su último club fue el Nippon Steel Kamaishi de Japón.

## Trayectoria

### Clubes
| Club                  | País  | Año         |
| --------------------- | ----- | ----------- |
| Vegalta Sendai        | Japón | 1993 - 1999 |
| Morioka Zebra         | Japón | 2000 - 2003 |
| Nippon Steel Kamaishi | Japón | 2004        |